# Michaelskapelle (Haselbach)

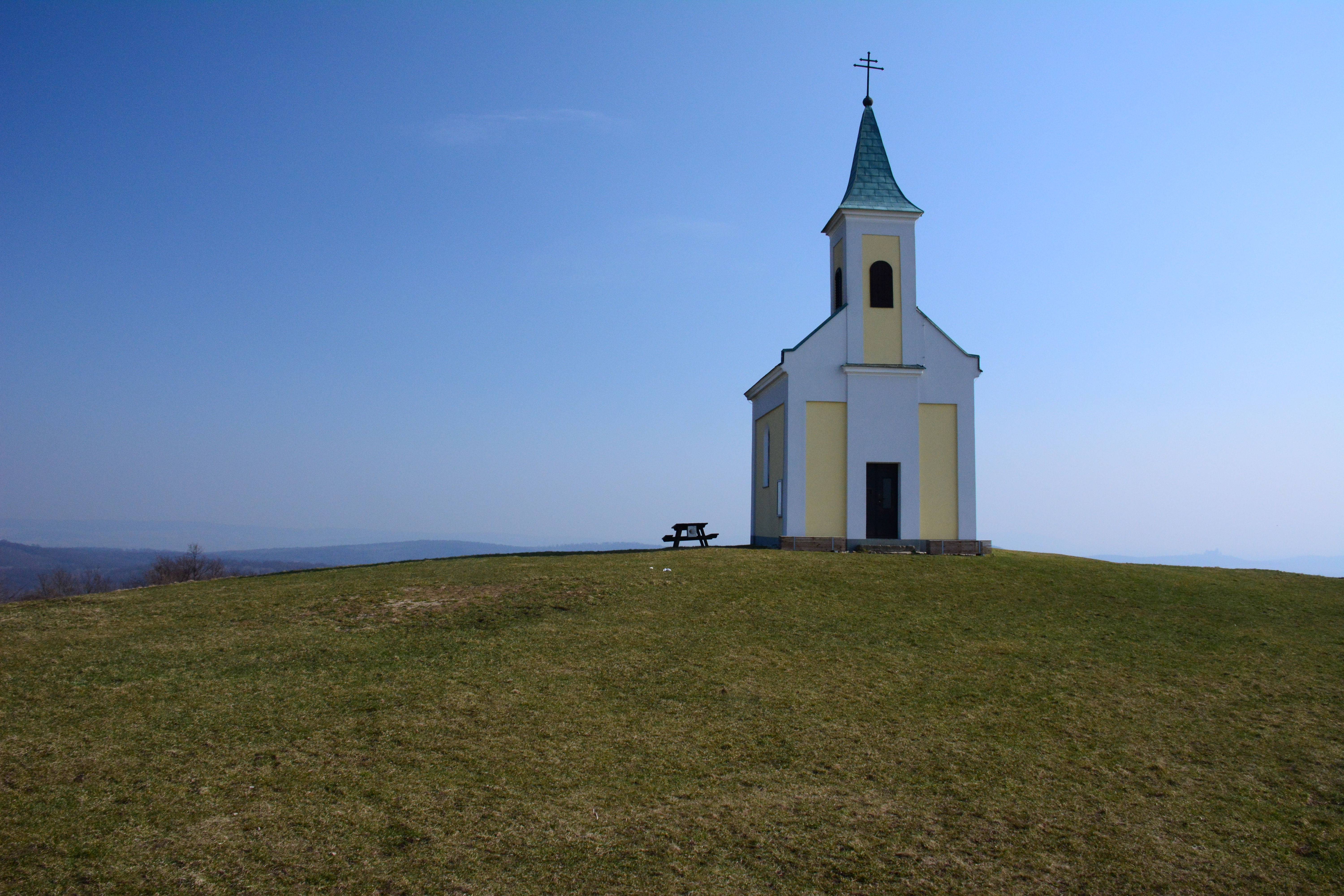
Kapelle hl. Michael am Michelberg

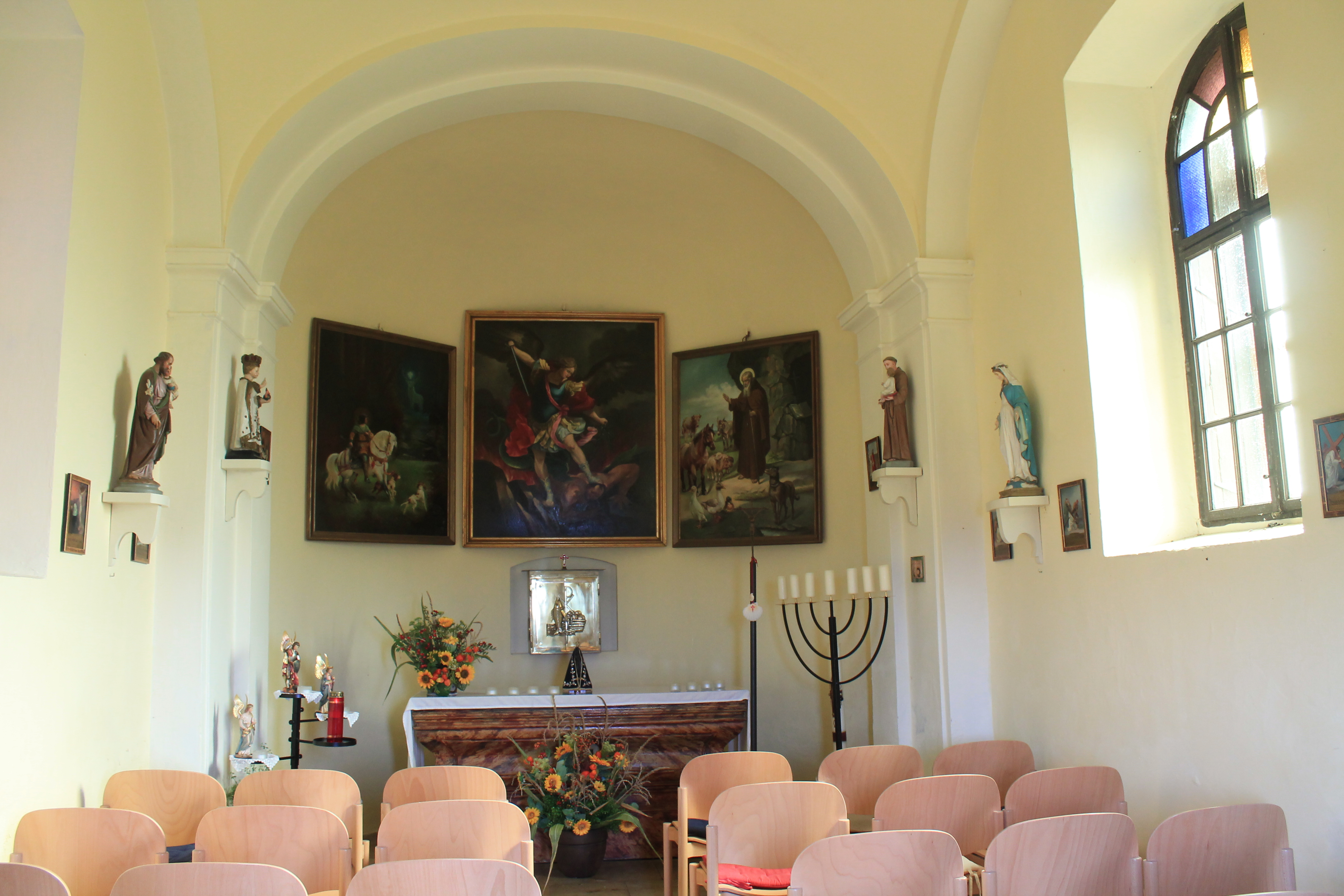
Innenansicht

Die Michaelskapelle ist eine kleine Votivkapelle auf dem Gipfel des Michelbergs südöstlich der Ortschaft Haselbach in der Gemeinde Niederhollabrunn im Bezirk Korneuburg in Niederösterreich. Sie ist dem heiligen Michael geweiht und gehört als Kapelle der Pfarre Haselbach zum Dekanat Stockerau im Vikariat Unter dem Manhartsberg der Erzdiözese Wien. Das Bauwerk steht unter Denkmalschutz (Listeneintrag).

## Geschichte
An Stelle der Kapelle befand sich wahrscheinlich eine prähistorische Siedlung. Die Kapelle wurde anstelle einer vorchristlichen Kultstätte errichtet. Die erste Kirche des Ortes wurde wahrscheinlich schon im 9. Jahrhundert an dieser Stelle errichtet. Im 18. Jahrhundert entwickelte sich die alte Kirche zur Wallfahrtsstätte. 1867 erfolgte die Errichtung einer Votivkapelle in Erinnerung an den Preußisch-österreichischen Krieg.

## Architektur
Die Kapelle ist ein faschengegliederter Bau mit Halbkreisapsis. Über der Portalseite erhebt sich ein Fassadentürmchen mit Pyramidendach. Das Innere ist platzlgewölbt. Das Gewölbe ruht auf Pfeilervorlagen.

## Ausstattung
In der Rundapsis hängt ein barockisierendes Bild des Heiligen Michael als Altarbild.